# Hervormde kerk (Jaarsveld)
De hervormde kerk van het Utrechtse dorp Jaarsveld is een eenbeukige kerk uit de 14de (schip) en 15de eeuw (koor en toren).
Het schip, dat na verwoesting in het rampjaar 1672 herbouwd moest worden, en het smalle, driezijdig gesloten koor zijn witgepleisterd. De niet-gepleisterde toren bestaat uit drie geledingen en wordt bekroond met een balustrade en een ingesnoerde naaldspits.
Tot het interieur behoren een preekstoel uit 1616 en een herenbank, een koorhek, een doophek en een offerblok, die vermoedelijk uit dezelfde eeuw dateren. Het orgel dateert uit 1872 en is gebouwd door C.G.F. Witte.
De kerk onderging tussen 1954 en 1959 een restauratie, waarbij ook enkele nieuwe aanbouwen tot stand kwamen. In 1958 werden er enkele ramen geplaatst van ontwerpster Femmy Schilt-Geesink.
De kerk wordt gebruikt door de Hervormde Gemeente te Jaarsveld, die deel uitmaakt van de PKN.

## Galerie

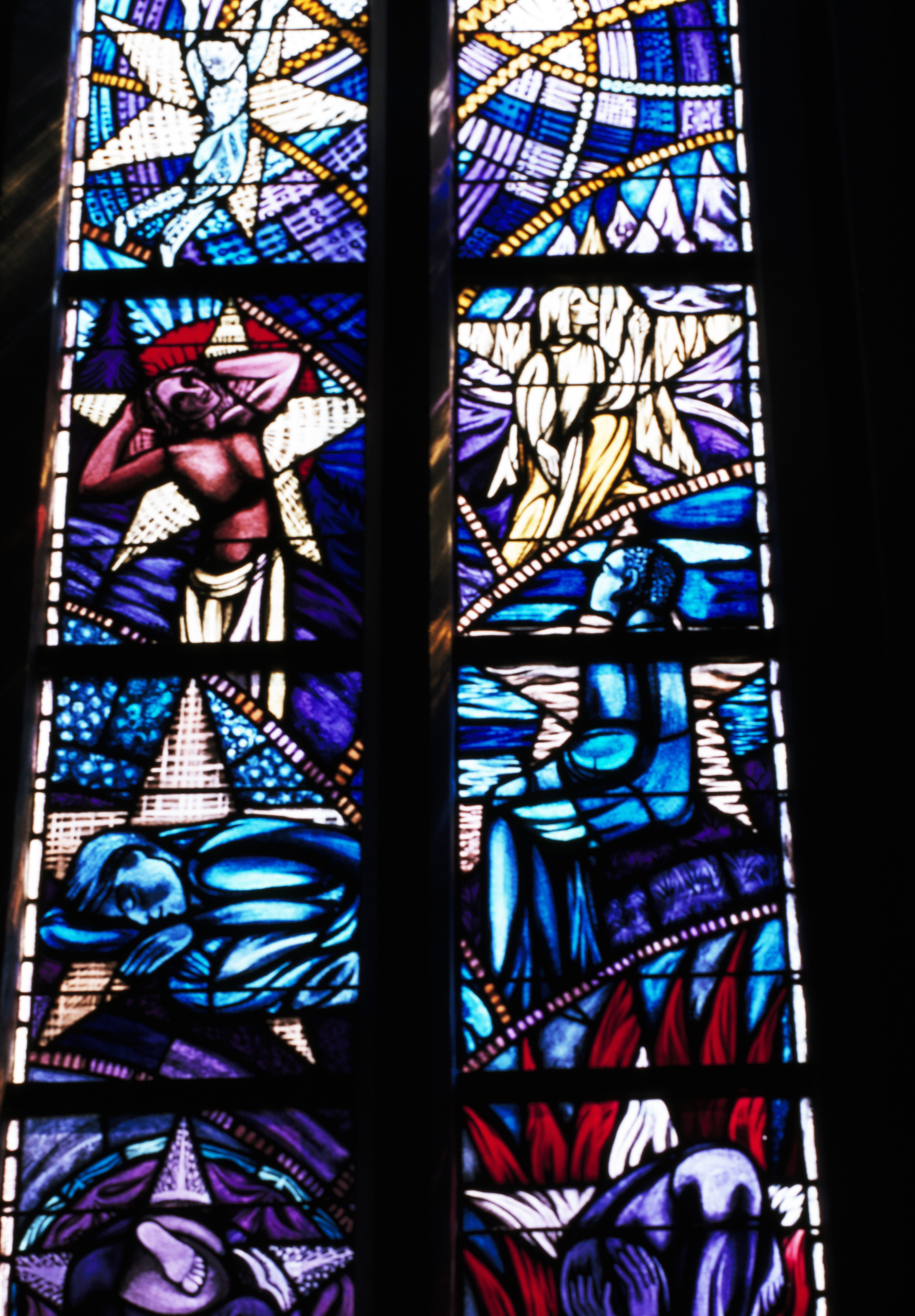
Glas-in-loodraam van ontwerpster Femmy Schilt-Geesink
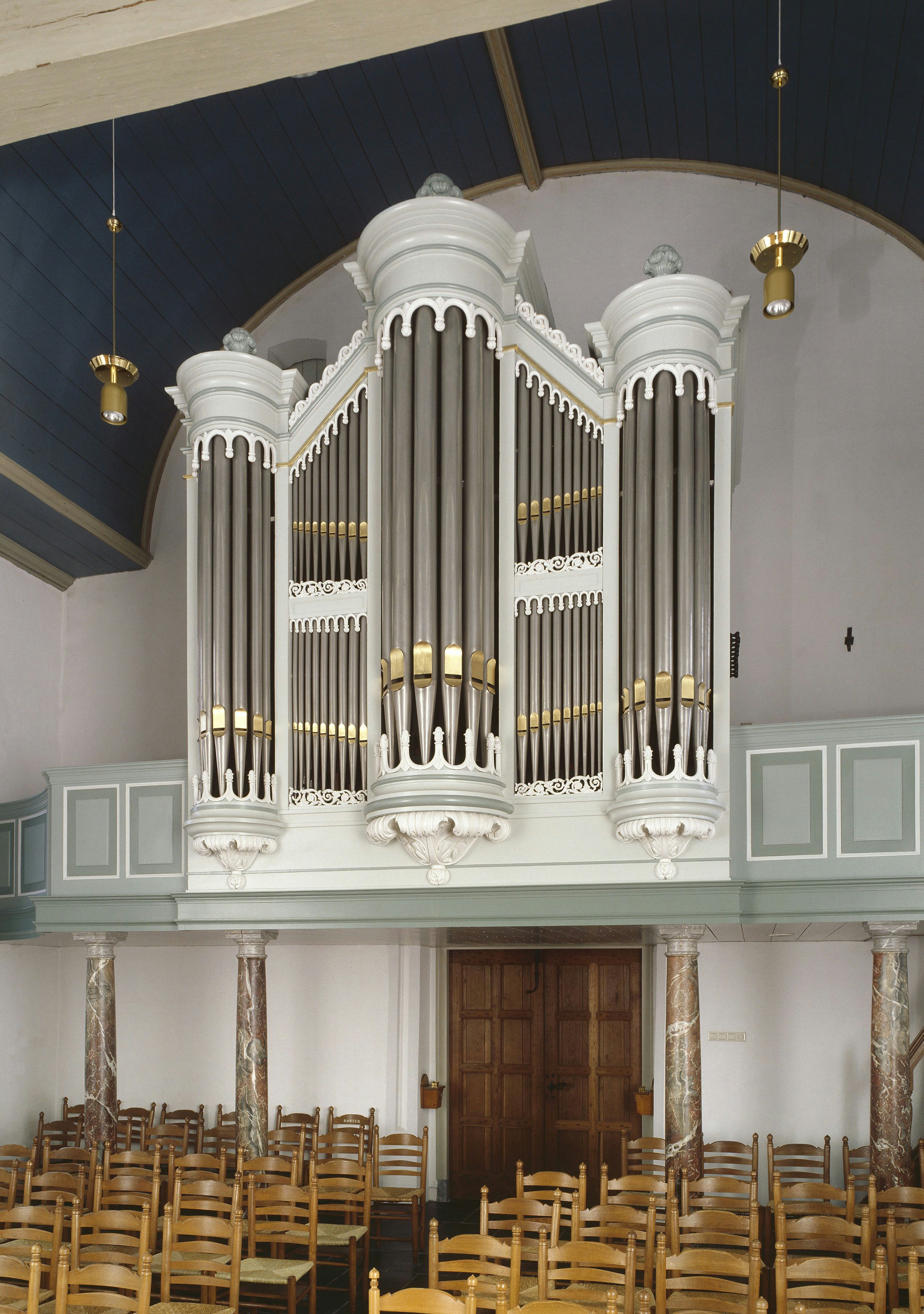
Tweeklaviersorgel gemaakt in 1872 door C.G.F. Witte.
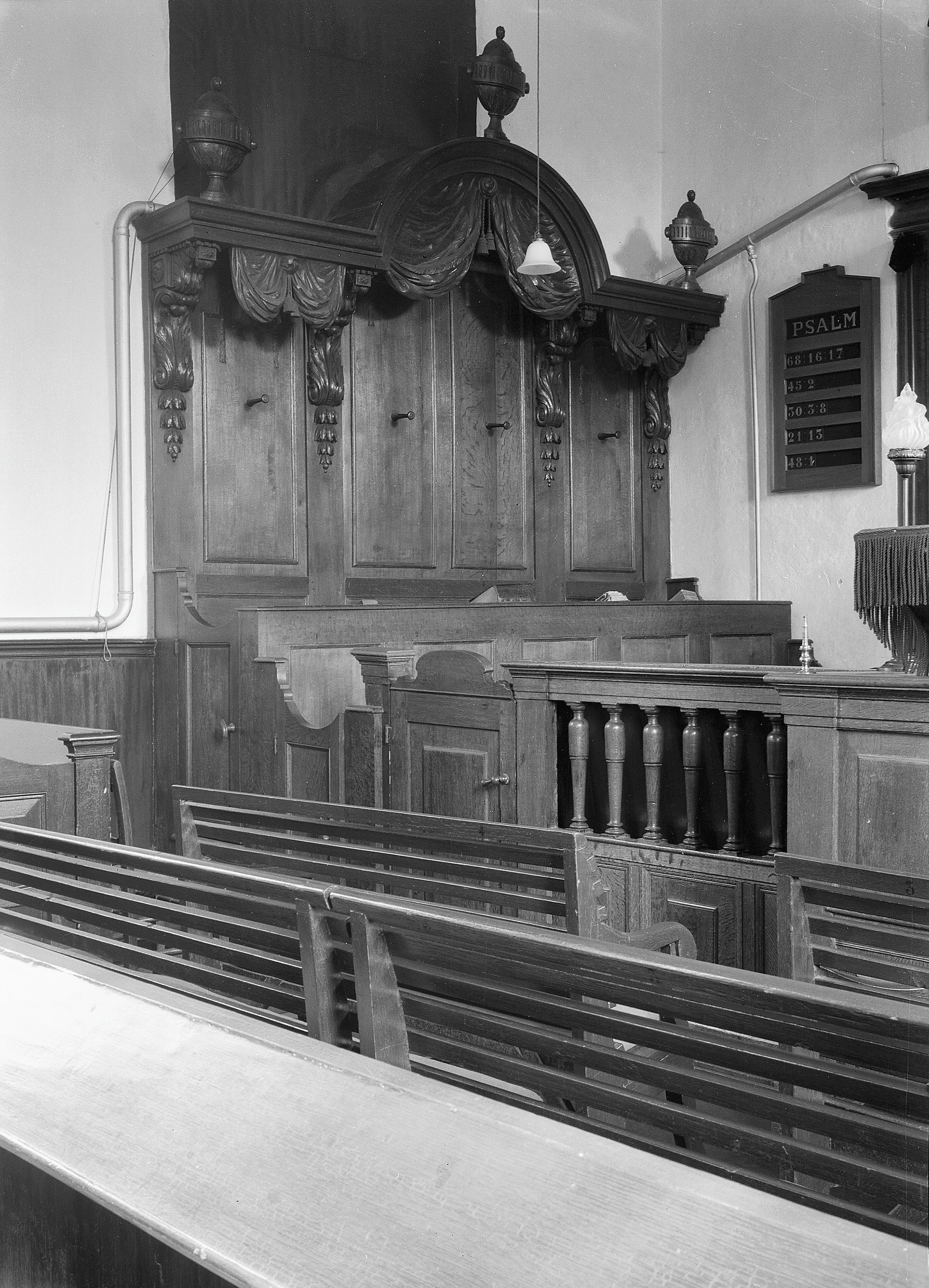
Herenbank